# Alexandra Larsson
Alexandra Larsson, född år 1974 i Linköping, är en svensk officer (major) i Flygvapnet. Hon är bosatt i Stockholm och var den första i Sverige att genomgå en könskorrigering och fortsätta arbeta inom Försvarsmakten. Hon är även öppet lesbisk och har varit engagerad i transpersoners rättigheter i Sverige.

## Karriär
Alexandra Larsson var en av dem som jobbade hårt för att RFSL skulle inkludera arbetet för transpersoner i sin verksamhet och 2001 inkluderade organisationen också bokstaven "T" (för "transpersoner") i begreppet "HBT" (där "H" står för "homosexuella" och "B" för "bisexuella") i sin ändamålsparagraf. Hon satt i RFSL:s förbundsstyrelse under åren 2001–2003 och 2005–2008. Hon var en av personerna som grundade föreningen HoF (Homo-, bisexuella och transpersoner i Försvarsmakten) år 2001.
Alexandra Larsson har i ett flertal intervjuer berättat öppenhjärtigt om sitt liv som kvinna, teknikintresserad, Försvarsmaktsanställd, lesbisk med mera. I Svenska Dagbladets reportage om henne från 2007 beskrivs exempelvis hennes personliga livsresa som transsexuell kvinna inom Försvarsmakten.
I sin tjänst hos Försvarsmakten har hon placering i Högkvarteret där hon är ansvarig för att ta fram koncept för nya arbetsmetoder för de senaste mjukvaruprodukterna inom ett av försvarsmaktens största IT-projekt.
I maj 2015 höll Alexandra ett TEDx-tal på TEDxStockholmWomen-konferensen Momentum. Talet har titeln Knowing What to Change och handlar om hennes erfarenhet av kunskapens betydelse för förändring både inom det privata och det yrkesmässiga.

## Utmärkelser
När Arbetarnas bildningsförbunds tidning Fönstret år 2013 utsåg "Sveriges 30 största gayförebilderna genom tiderna" hamnade Alexandra Larsson på plats nr 12.
Hon utsågs år 2009 till "Framtidens ledare" inom kategorin "personliga prestationer" av Junior Chamber International Sweden. Priset överlämnades av dåvarande handelsminister Ewa Björling. Motiveringen löd:
”Tack vare sitt mod att stå upp för den hon är och genom sitt engagemang att driva förändringar, har Alexandra kämpat inte bara för sin egen skull utan också för att hjälpa andra i liknande situationer samt har i detta arbete praktiserat JCIs ledord "Be Better"”.
Även internationellt har Alexandra Larsson uppmärksammats som en förebild. I oktober 2014 bjöds hon in till Washington, D.C. för att delta i ett panelsamtal om transsexuella yrkesofficerares situation i olika delar av världen.